# 達文西機械人

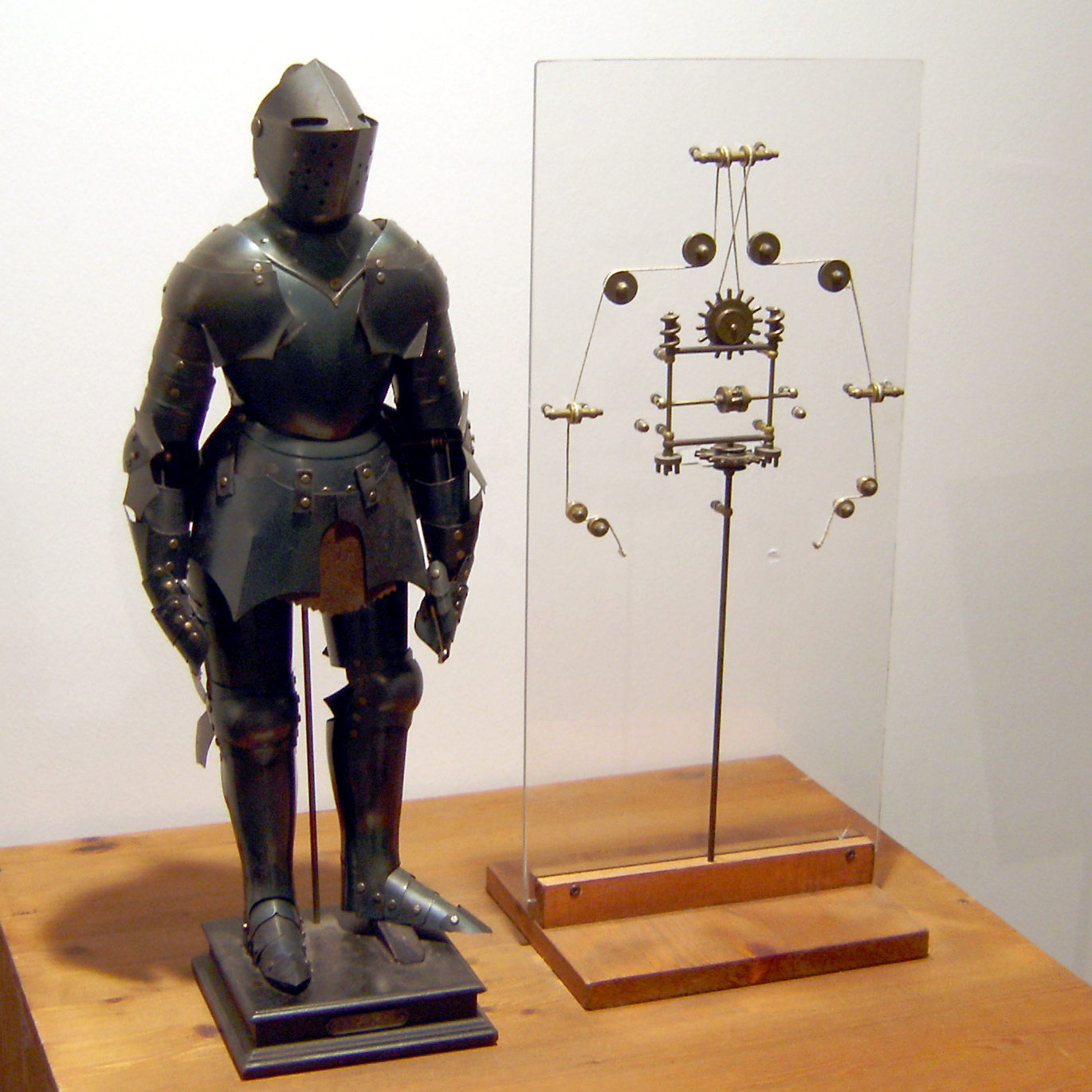
达芬奇机器人的模型及其內部零件

达芬奇机器人（Leonardo's Robot）是由列奥纳多·达芬奇大約於西元1495年所設計的仿人型機械。
這個機械人的設計筆記手稿於1950年代被發現，但不能確定是否曾經有人把它製造出來。
機械人被設計成一個騎士的模樣，身穿德國—意大利式的中世紀盔甲。它可以做出一些明顯的動作，包括坐起、擺動雙手、搖頭及張開嘴巴。
和《維特魯威人》一樣，此機械人也是達文西在解剖學研究方面有關人體結構的成果之一。

## 參看
- 機械人

## 外部鍵連
- （英文）達文西機械人的照片 （页面存档备份，存于）
- （英文）The Auto and Art Bolts mailing list home page （页面存档备份，存于）
- （英文）Leonardo da Vinci's robots （页面存档备份，存于），一本介紹達文西機械發明的書籍